# 홍자매 (홍진아, 홍자람)
홍자매는 홍진아, 홍자람으로 이루어진 대한민국의 자매 드라마 각본팀이다.

## 홍진아의 약력
- 덕원여자고등학교 졸업
- 이화여자대학교 신문방송학과 학사
- 문화방송의 구성작가

## 홍자람의 약력
- 1971년 출생
- 덕성여자대학교 사학과 졸업
- 추계예술대학교 영상시나리오 전공 겸임교수
- 서울예술대학교 문예학부 극작 전공 시간강사

## 작품

### 공동 집필
- KBS 《신세대 보고 어른들은 몰라요》 (1995년 2월 23일~1998년 9월 28일)
- MBC 《레디 고!》 (1997년 11월 7일~1998년 1월 11일)
- KBS 《초대》 (1999년 9월 20일~1999년 11월 9일)
- KBS 《학교 3》 (2000년 3월 5일~2001년 4월 1일)
- KBS 《성장드라마 반올림#》 (2003년 11월 29일~2005년 2월 27일)
- KBS 《드라마시티 - 메모리》 (2005년 1월 9일)
- MBC 《베스트극장 - 태릉선수촌》 (2005년 10월 29일~2005년 11월 19일)
- MBC 《오버 더 레인보우》 (2006년 7월 26일~2006년 9월 14일)
- MBC 《베토벤 바이러스》 (2008년 9월 10일~2008년 11월 12일)
- 영화 《인플루언스》 (2010년 8월 19일 개봉)

### 홍진아 단독 집필
- MBC 《떨리는 가슴 - 바람》  (2005년 4월 2일~2005년 5월 8일)
- MBC 《더킹 투하츠》  (2012년 3월 21일~2012년 5월 24일)
- KBS 《미래의 선택》  (2013년 10월 14일~2013년 12월 3일)
- JTBC 《마담 앙트완》  (2016년 1월 22일~2016년 3월 12일)